# Avis Budget Group
Avis Budget Group, Inc. (NASDAQ: CAR

) er en amerikansk biludlejningskoncern med hovedkvarter i Parsippany, New Jersey. Det er moderselskab for biludlejningsvirksomhederne Avis Car Rental, Budget Rent a Car, Budget Truck Rental, Payless Car Rental og Zipcar. De har 11.000 afdelinger og ca. 20.000 ansatte.
Avis Budget har også mindre brands som: ACL Hire, Apex Car Rentals, AmicoBlu, France Cars, Maggiore Group, MoriniRent, TurisCar og TurisPrime.
Virksomheden Cendant blev opløst i 2006 og opdelt i fire separate selskaber. Biludlejningsdivisionen blev til Avis Budget Group.